# Heinrich Hagleitner
Heinrich Hagleitner (* 2. Februar 1889 in Kirchberg bei Linz; † 9. Februar 1935 in Schönering) war ein österreichischer römisch-katholischer Pfarrer sowie Gymnasialprofessor für Musik, Komponist und Heimatforscher.

## Leben
Nach seinem Theologiestudium und der Priesterweihe feierte Heinrich Hagleitner am 27. Juli 1913 seine Primiz. Zwischen 1917 und 1926 unterrichtete er am Petrinum in Linz Gesang, Musik, Turnen und Religion. Dort entdeckte und unterrichtete er den Komponisten Josef Kronsteiner. Ferner war er Mitglied der Linzer „Diözesankommission für Kirchenmusik“. Hagleitner war Weltpriester und war ab dem 31. Januar 1927 Pfarrer der Gemeinde Schönering. Dort wurde er auch begraben.
Er komponierte Kirchenmusik und schrieb Werke für Orgel und Chor, darunter ein neunstimmiges Ave Maria und ein Tantum ergo, zudem komponierte er Lieder für Klavier und Querflöte. Das Ave Maria ist verschollen. Für den Komponisten und Kirchenmusiker Hermann Kronsteiner war er „ein hervorragender Musiker mit prachtvoller Stimme und beachtlicher Kompositionstätigkeit“.
Hagleitner veröffentlichte das Buch Die Altpfarre Schönering zum hl. Stephan, dem Erzmartyrer und mehrere heimatkundliche Aufsätze.

## Schriften
- Friedrich Arnleitner 1845–1903. In: Oberösterreichische Männergestalten. Nr. 561, S. 101–104.
- Unter der blühenden Linde. Familie Plohberger in Kirchberg bei Linz. In: Linzer Volksblatt. Nr. 137, 1926.
- Geschichte einer alten Bürgerfamilie. Die Brunnhuemer in Linz. In: Heimatland. Nr. 10, 1933.
- Eine unbekannte Heimatsammlung. Die Sammlung List in Altenfelden. In: Heimatland. 1933, S. 642–646.
- Die Altpfarre Schönhering Zum hl. Stephan, dem Erzmartyrer. Eine kurze Pfarrgeschichte zusammengestellt zur 1100-Jahrfeier am 25. Juni 1933. Pfarramt Schönhering, 1933.